# Copaifera venezuelana
Espèce
Classification phylogénétique
Copaifera venezuelana est une espèce de plantes à fleurs de la famille des Fabaceae (Légumineuses).